# 전술공군
전술공군(Tactical Air Force)은 제2차 세계 대전와 냉전 동안에 영국 연방, 북대서양 조약 기구의 공군부대에서 두개 이상의 비행단(Fighter Group)을 편제하기 위해 채용한 용어이다.
미국 육군 항공군, 미국 공군의 서수공군과는 달리, 전술공군에는 전략 폭격기이나 중폭격기를 포함하지 않는다. 

## 제2차 세계 대전
- 연합군
  - 서북아프리카 연합공군 (MAAF)
    - 서북아프리카 전술공군 (MATAF)
    - 서북아프리카 전략공군 (MASAF)
    - 서북아프리카 해안공군 (MACAF)

  - 지중해 연합공군 (MAAF)
    - 지중해 전술공군 (MATAF)
    - 지중해 전략공군 (MASAF)
    - 지중해 해안공군 (MACAF)
    - 발칸 공군
- 영국 왕립공군 (RAF)
  - 제1전술공군/사막공군
  - 제2전술공군
  - 제3전술공군
- 오스트레일리아 제1전술공군
- 제10군 전술항공군, 미국 제10군를 지원하기 위한 미국 육군 항공대와 미국 해병대 항공의 합동 전술공군.
- 제1전술공군 (임시), 미국-프랑스의 제6군집단 전술공군.

## 냉전
- 제1연합전술공군
- 제2연합전술공군
- 제3연합전술공군
- 제4연합전술공군

## 같이 보기
- 전략공군
- 서수공군

## 참고
- Martin, Jerome V. “Air Force Combat Organizations: Tactical Air Forces”. 2021년 2월 18일에 확인함.